# Carlos Puebla
Carlos Manuel Puebla Concha (Manzanillo, 11 settembre 1917 – L'Avana, 12 luglio 1989) è stato un cantautore cubano.

## Biografia
Nato in una famiglia modesta, intraprese diversi mestieri durante la sua gioventù (carpentiere, meccanico, lavoratore di canna da zucchero, calzolaio), ma presto incominciò ad interessarsi alla musica, specialmente alla chitarra. Imparò come suonarla da autodidatta, senza un insegnante.
Incominciò a comporre durante gli anni trenta, e raggiunse una certa popolarità nella sua città natale. Registrò le sue prime canzoni negli anni cinquanta con il gruppo Los Tradicionales, creato nel 1953, e politicamente si avvicinò a Fidel Castro prima della Rivoluzione.
Nel 1961 andò in tour in diversi paesi con i suoi musicisti. La sua musica, così come la sua attività politica, resero i suoi concerti un successo. Da allora in poi fu chiamato "il cantore della Rivoluzione cubana" ed altri tour mondiali seguirono. Più che un ambasciatore della musica cubana, era un ambasciatore di Cuba.
Nel 1965, la notte dopo il discorso di Fidel Castro che annunciava l'uscita di Che Guevara dal governo e la sua partenza da Cuba, Puebla, colto dall'emozione, compose quella che diventò poi la sua opera più celebrata, Hasta Siempre, una vera e propria dichiarazione di amore e speranza verso il Che.

## Morte
Il 12 luglio 1989 morì a L'Avana dopo una lunga malattia all'età di 71 anni. Le sue ceneri vennero trasferite al cimitero della sua città natale cinque anni dopo. 
L'epitaffio sulla sua lapide cita: 

## Opere
Carlos Puebla iniziò scrivendo canzoni d'amore, come Quiero hablar contigo, Qué sé yo e Te vieron con él, che dopo divennero dei successi, ed anche Cuenta conmigo, Quién se lo iba a imaginar e Hay que decir adiós, rese popolari dal duo Claro e Mario.
Dall'inizio degli anni cinquanta, Puebla cantava le difficili condizioni di vita del suo popolo e sfidava la dittatura di Batista con canzoni come Plan de machete, Este es mi pueblo e Pobre de mi Cuba. I suoi testi erano seri e diretti.
La Rivoluzione gli ispirò nuove canzoni, come Y en eso llegó Fidel, La Reforma Agraria, Duro con él, Ya ganamos la pelea e Son de la alfabetización.
La sua canzone più famosa, Hasta Siempre, è stata reinterpretata e tradotta da dozzine di artisti in tutto il mondo, fra cui Nathalie Cardone, Buena Vista Social Club, i Nomadi e, ultimamente, Luis Miguel(?).
In totale ha scritto oltre mille composizioni.